# Foetorepus phasis
Foetorepus phasis es una especie de peces de la familia Callionymidae en el orden de los Perciformes.

## Morfología
• Los machos pueden llegar alcanzar los13 cm de longitud total.

## Hábitat
Es un pez de mar y de aguas profundas que vive entre 160-200 m de profundidad.

## Distribución geográfica
Se encuentra al sur de Australia (en Australia Occidental hasta Nueva Gales del Sur y Tasmania) y Nueva Zelanda.

## Observaciones
Es inofensivo para los humanos